# Aliminareten
Aliminareten är en minaret i Esfahan, i Iran. Minareten är belägen nära Alimoskén. Det är den äldsta minareten i Esfahan och uppfördes på 1000-talet. Den är 48 meter hög och därmed också den högsta av de gamla minareterna i staden, näst efter Sarbanminareten.